# Les Ghettos du gotha
Les Ghettos du gotha (sous-titré Comment la bourgeoisie défend ses espaces) est un essai sociologique de Monique Pinçon-Charlot et Michel Pinçon, paru en 2007. Les sociologues français étudient ici la grande bourgeoise dans une perspective sociologique de classe sociale. S'intéressant notamment à l'occupation de l'espace de la grande bourgeoisie en France, les deux sociologues mettent en évidence l'existence d'une réelle concentration de la haute bourgeoisie française, notamment dans l’ouest parisien. Leur étude de la bourgeoisie les mène aussi à affirmer l'existence réelle d'une conscience de classe ainsi que de fortes interactions entre les membres de cette classe, favorisées par l'endogamie, la ségrégation socio-spatiale et des stratégies mises en place pour faire perdurer cette conscience de classe et une certaine exclusivité comme les rallyes ou les différents cercles mondains. C'est-à-dire en somme l'existence d'une classe sociale, en soi et pour soi,.